# Cirrus
|  | Per a altres significats, vegeu «Cirrus (desambiguació)». |

Els cirrus són núvols d'una altitud compresa entre els 6.000 i 10.000 m, formats per partícules de glaç molt fines i disperses. És un tipus de núvols alts, generalment isolats, en forma de filaments blancs i delicats. Altres vegades formen bancs o faixes estretes totalment o parcialment blanques. Tenen un aspecte fibrós (com de cabells) i sovint una lluentor sedosa. Estan compostos totalment per cristalls de glaç i la seva transparència es deu a l'estat de dispersió d'aquests cristalls. Normalment, quan passen davant del Sol deixen passar pràcticament tota la llum. En les latituds mitjanes es troben per sobre dels 6.000 metres. Són els núvols més alts i mai no poden tenir altres núvols per damunt.

## Observació
Tot i tenir diferents formes, el color blanc, la transparència al sol i el fet de no crear ombra els fa generalment fàcils de distingir. Es tenyeixen d'un color groc o vermell viu abans de la sortida i després de la posta del sol. També s'il·luminen molt abans i s'apaguen força més tard que la resta de núvols. En aquestes hores d'inici i final del dia és quan es veuen millor.
A la nit són difícils de veure per la seva transparència, ja que poden passar davant de les estrelles sense ocultar-les. Quan apareixen sols al cel acostumen a indicar bon temps. Si van seguits a l'horitzó per núvols cada cop més espessos, són senyal de l'arribada d'un front càlid. No produeixen mai precipitació. Són un tipus de núvols molt habitual en les nostres contrades.

## Tipus de cirrus
Segons la classificació de l'Organització Meteorològica Mundial, hi ha cinc menes de cirrus cirrus fibratus (Ci fib), cirrus uncinus (Ci unc), cirrus spissatus (Ci spi), cirrus castellanus (Ci cas) i cirrus floccus (Ci flo).
- Cirrus fibratus: Cirrus formats per filaments blancs sensiblement rectilinis o corbats més o menys irregularment, són sempre minsos i mai acaben amb ganxos ni plomalls. En general, els filaments es troben separats els uns dels altres.
- Cirrus uncinus: Cirrus sense parts grises, sovint amb forma de vírgules que acaben cap amunt amb un ganxo o amb un plomall sense protuberància a la part superior.
- Cirrus spissatus: Cirrus en bancs, prou densos com per aparèixer grisencs quan són observats a contrallum del Sol, també poden entelar el Sol, difuminar el seu contorn o fins i tot, arribar a amagar-lo completament. Els cirrus spissatus s'originen sovint a la part superior d'un cumulonimbus.
- Cirrus castellanus: Cirrus força densos, amb forma de petites torres o masses masses arrodonides i fibroses quer reposen sobre una base comuna, de vegades oferint un aspecte de castell amb merlets, d'aquí el seu nom. la longitud aparent de les petites torres pot ser superior o inferior a un grau, quan són observades amb un angle de més de 30 graus sobre l'horitzó. Això els diferencia dels cirrocumulus castellanus, que sempre tenen un llargària inferior a un grau.
- Cirrus floccus: Cirrus amb forma de petits flocs arrodonits, més o menys separats, sovint acompanyats de cues. La llargària aparent dels flocs pot ser superior o inferior a un grau, quan són observats amb un angle de més de 30 graus sobre l'horitzó. Això els diferencia dels cirrocumulus castellanus, que sempre tenen un llargària inferior a un grau.